# Nightfreak and the Sons of Becker
Nightfreak and the Sons of Becker è un mini album della band inglese The Coral. È stato registrato in una settimana e mezzo ai Bryn Derwen Studios, nel nord del Galles, prodotto da Ian Broudie. Non è considerato il loro terzo album ma un intervallo tra il secondo, Magic and Medicine e il terzo vero e proprio, The Invisible Invasion e non ne sono estratti singoli. Di quest'album ne sono state stampate solo 75 000 copie.

## Tracce
1. Precious Eyes (James Skelly) - 2:58
2. Venom Cable (The Coral) - 2:33
3. I Forgot My Name (The Coral) - 2:45
4. Song of the Corn (Nick Power) - 3:10
5. Sorrow or the Song (J. Skelly, N. Power) - 3:15
6. Auntie's Operation (J. Skelly, N. Power, Lee Southall) - 2:23
7. Why Does the Sun Come Up? (The Coral) - 0:38
8. Grey Harpoon (J. Skelly, N. Power) - 2:20
9. Keep Me Company (J. Skelly) - 3:28
10. Migraine (J. Skelly) - 2:45
11. Lover's Paradise (J. Skelly, N. Power) - 1:44

## Formazione
The Coral
- James Skelly - voce, chitarra, co-produttore, arrangiamenti
- Lee Southall - chitarra, co-produttore, arrangiamenti
- Bill Ryder-Jones - chitarra, co-produttore, arrangiamenti
- Paul Duffy - basso elettrico, co-produttore, arrangiamenti
- Nick Power - tastiere, co-produttore, arrangiamenti
- Ian Skelly - batteria, co-produttore, artwork, arrangiamenti

Produzione
- Ian Broudie - produttore
- Jon Gray - fonico
- Gary Butler - mastering

Altri
- Juno - design
- Kevin Power - fotografo, design